# Nederlander Theatre
Le Nederlander Theatre (anciennement National Theatre, Billy Rose Theatre et Trafalgar Theatre) est un théâtre de Broadway construit en 1921 et situé au 208 West de la 41e rue, dans le Theater District, dans le centre de Manhattan, à New York (États-Unis).

## Histoire
Walter C. Jordan a construit le théâtre pour 950 000 $. Il a ouvert le 1er septembre 1921, sous le nom National Theatre et avec 1 200 places. L'Organisation Shubert a géré le lieu jusqu'en 1956, quand Harry Fromkes l'a acheté dans le cadre du règlement de l'affaire. Fromkes est mort après une chute de son appartement et sa succession l'a vendu à Billy Rose, qui l'a renommé Billy Rose Theatre en 1959,. L'Organisation Nederlander a acheté le lieu en 1979 et l'a renommé brièvement Trafalgar Theatre avant de le surnommer David T. Nederlander Theatre en 1980. Il abritait l'église Times Square avant que Nederlander ne vende le Mark Hellinger Theatre au pasteur de l'église, David Wilkerson. Lors de la restauration du lieu en 2008, les propriétaires ont découvert des documents indiquant que le théâtre avait été construit comme atelier de menuiserie en 1920 avant d'être converti en lieu de divertissement l'année suivante. Cela signifiere que le Nederlander tout comme le Broadway Theatre (53e rue) et le Winter Garden Theatre n'ont pas été construit à l'origine pour être des lieux de spectacle.

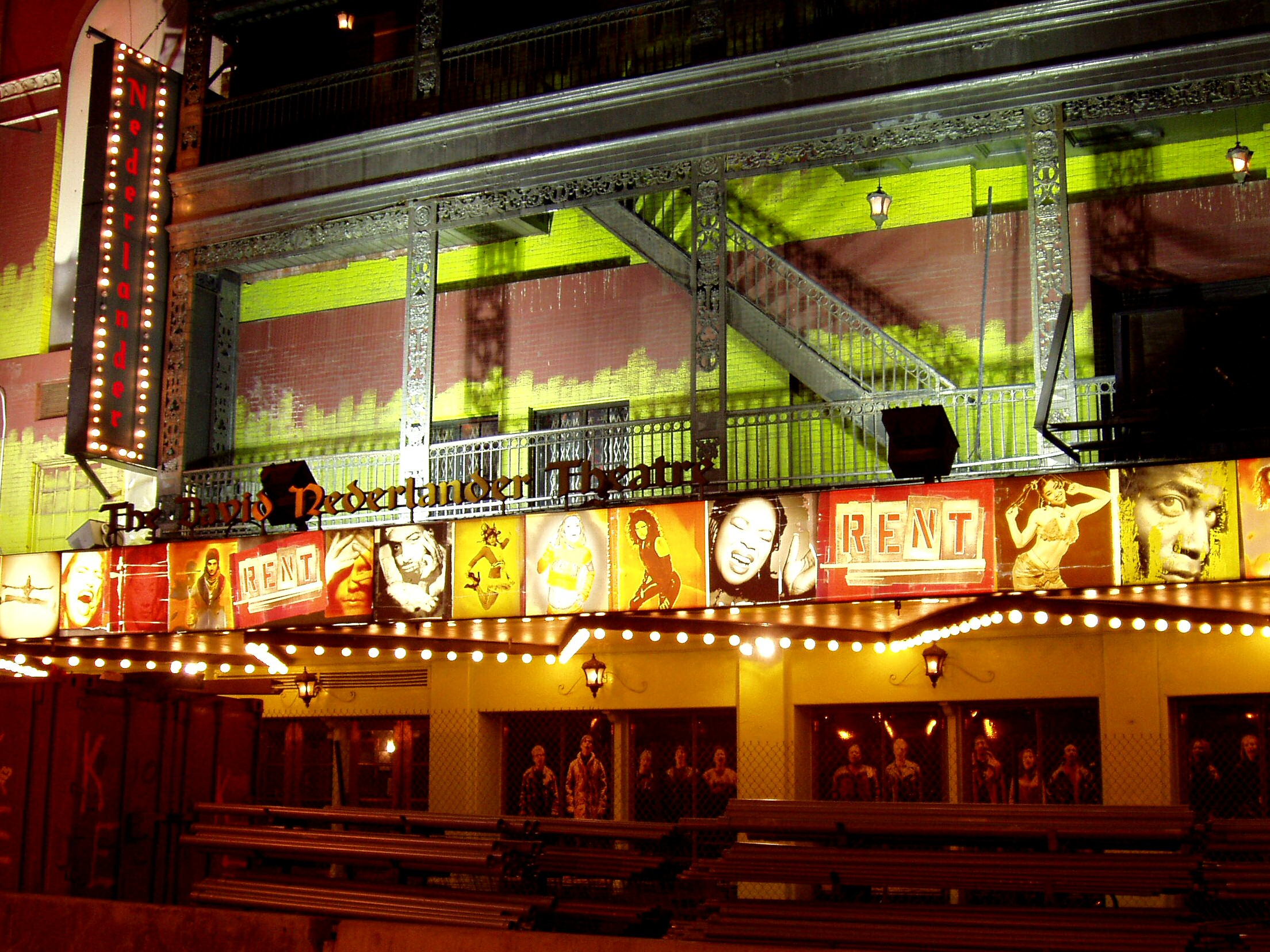
Façade du Nederlander Theatre en 2004

Le lieu a accueilli une grande variété de spectacles, y compris une production de Julius Caesar de William Shakespeare, Cyrano de Bergerac d'Edmond Rostand, Private Lives de Noël Coward, Who's Afraid of Virginia Woolf? d'Edward Albee et la comédie musicale primée aux Tony Awards ; Rent. 
Lorsque Rent, dont l'action se passe dans le quartier Alphabet City de l'East Village de Manhattan, a ouvert ses portes en 1996, le théâtre a subi un remodelage de la façade et de l'intérieur pour ressembler à une discothèque du centre-ville. Dès que les représentations de ce spectacle se sont terminées en 2008, la rénovation a rapidement commencé pour le nouveau spectacle, une reprise de Guys and Dolls avec Oliver Platt et Lauren Graham. 

## Productions notables
- 1939 : The Little Foxes
- 1943 : The Patriots
- 1948 : Lend an Ear
- 1955 : Inherit the Wind

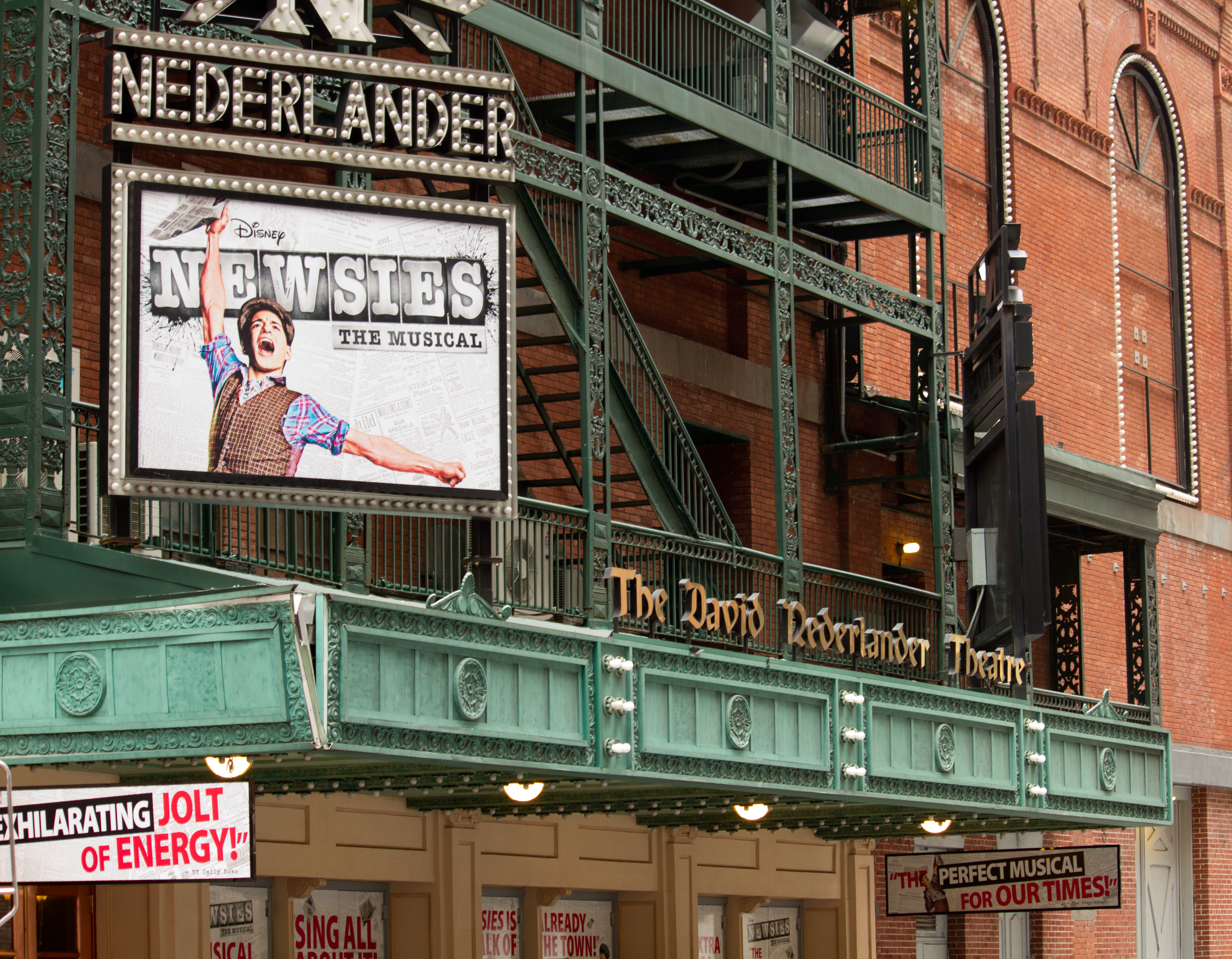
Newsies à l'affiche en 2012.

- 1957 : The Square Root of Wonderful
- 1962 : Who's Afraid of Virginia Woolf?
- 1964 : Conversation At Midnight
- 1996 : Rent
- 2009 : Guys and Dolls
- 2009 : Brighton Beach Memoirs / Broadway Bound
- 2010 : Million Dollar Quartet
- 2012 : Newsies
- 2015 : Honeymoon in Vegas, Amazing Grace
- 2016 : Disaster!, Motown: The Musical
- 2017 : War Paint
- 2018 : Pretty Woman: The Musical
- 2019 : Kristin Chenoweth: For The Girls, Harry Connick Jr.: A Celebration of Cole Porter
- 2020 : The Lehman Trilogy